# 君だけI Love You
『君だけI Love You』(きみだけ アイ・ラブ・ユー、タイ語: ラック・スッ・リット、タイ文字: รักสุดฤทธิ์） はタイのテレビドラマである。タイのChannel 3で2013年11月～2014年1月に放送された。全16回。日本ではBS-TBSで2016年4月10日から2017年3月12日まで放送。全40回に再構成して放送された。原題の「รักสุดฤทธิ์」（ラック・スッ・リット）は、タイ語で「とても愛してる」という意味である。不良少年のイット、家庭教師のチョン、イットの義兄で警官のタム、女優のマーヤーによるラブコメディである。

## 配役
- イティリット・パティチャート（イット）、อิทธิฤทธิ์ ปติชาติ（อิท）：ジェームス・ジラユ（英語版）
  - 警察官僚の息子だが、両親の離婚問題がきっかけで心を閉ざし、ちょっとやんちゃな状態の大学生となっている。母を追いだした形になった父にすら、反感を持っている。チョンと出会うまでは、母が離婚したと同時に彼にプレゼントした猫のムーワーンと家政婦のタノーム、親友・マーヤー、バイク仲間の舎弟・ジュンにのみ心を許していた。
- チャナモン・ユーコン（チョン）、ชนมน ปราบยิ่ง（ชน）：パンチ・ウォーラカン、วรกาญจน์ โรจนวัชร、Worakarn Rojanawat
  - イットが通う大学で教授助手をしているが、イットのカンニングを見抜き落第とした。彼女はイットの父に頼まれ家庭教師を引き受けることにした（彼女には父と弟がいるが、小さな食堂を営む貧乏家庭で、引き受けざるを得なかった）。
  - 彼女の弟・シンはイットに興味を持ち仲良くなるが、父チューチャイはイットを「礼儀知らず」だとして嫌っている（イットが警察官僚の息子である事も気に喰わない理由であるが、同じ警察官で彼の義兄・タムに対しては気に入っている）。
- タム・サタヤーパック警察少尉（タム）、ร้อยตำรวจตรี ธรรม์ สัตยาภักดิ์（ธรรม์）：ビーム・ガウィー、กวี ตันจรารักษ์、Kawee Tanjararak
  - イットの義兄で、イットの父の部下が実父であったが、事件捜査中に殉職してしまい、イットの父が引き受けることにした。それがイットの母との離婚問題に発展した為、イットは彼に対して反感を持っている。
  - 彼もマーヤーの事が好きで、マーヤーを巡ってもイットと衝突する。チョンとはイットやマーヤーのことでよき相談相手となっている。
- マニーマンタラー・ピチャヤナン（マーヤー）、มณีมันตรา พิชญนันท์（มาย่า）：ワーワー・ニチャリー、ณิชารีย์ โชคประจักษ์ชัด、Nichari Chokprajakchat
  - イットの同級生で同じ大学の学生、女優として芸能活動もしている。彼女もタムの事が好きだが、お互いに職務での忙しさもあってすれ違いが多い（タムは実父を殺害した犯人の捜査、マーヤーはマネージャー・メーニーが様々な仕事を押し付けて来る）。タムと恋愛関係になる以前は、イットとタムの板挟みになっていた。
  - イットのカンニング問題がきっかけで、チョンとも仲良くなる。

## スタッフ
- 原作・脚本：ピムタナー
- 監督：アドゥン・ブンヤブット
- 製作：ウェーブTV
- プロデューサー：ピヤワディー・マーリノン、ปิยวดี มาลีนนท์